# EC 2.2.1
La EC 2.2.1 è una sotto-sottoclasse della classificazione EC relativa agli enzimi. Si tratta di una sottoclasse delle transferasi che include enzimi che trasferiscono gruppi aldeidici o chetonici e, in particolare, transchetolasi e transaldolasi.

## Enzimi appartenenti alla sotto-sottoclasse
| numero EC  | nome accettato                           |
| ---------- | ---------------------------------------- |
| EC 2.2.1.1 | transchetolasi                           |
| EC 2.2.1.2 | transaldolasi                            |
| EC 2.2.1.3 | formaldeide transchetolasi               |
| EC 2.2.1.4 | acetoina-ribosio-5-fosfato transaldolasi |
| EC 2.2.1.5 | 2-idrossi-3-ossoadipato sintasi          |
| EC 2.2.1.6 | acetolattato sintasi                     |
| EC 2.2.1.7 | 1-deossi-D-xilulosio-5-fosfato sintasi   |
| EC 2.2.1.8 | fluorotreonina transaldolasi             |